# Paulo Alves
Paulo Lourenço Martins Alves (Vila Real, Portugal, 10 de diciembre de 1969), más conocido como Paulo Alves, es un entrenador de fútbol portugués.

## Trayectoria

### Como jugador
Nacido en Vila Real, Alves se formó en las categorías inferiores del S.C. Vila Real antes de ingresar en el FC Porto a los 17 años. Debutó como profesional en el Gil Vicente Futebol Clube y más tarde, jugaría en el FC Tirsense, Club Sport Marítimo, Sporting Clube de Braga, Sporting CP, en el West Ham United inglés, en el Sporting Club Bastiais de la Ligue 1 francesa y União Leiria, antes de regresar al Gil Vicente Futebol Clube, donde se retiró en junio de 2005, a la edad de 35 años.

#### Internacional
Alves logró el Campeonato Mundial Juvenil de la FIFA de 1989 en Arabia Saudita y jugó 13 partidos internacionales con la Selección de fútbol de Portugal, anotando siete goles, principalmente durante la fase de clasificación para la Eurocopa 1996. 
Alves participaría en los Juegos Olímpicos de Verano de 1996 en los Estados Unidos, con el que terminó en cuarta posición.

### Como entrenador
Comenzó su trayectoria en los banquillos en la temporada 2006-07 dirigiendo al Gil Vicente Futebol Clube de la Segunda División de Portugal. 
En la temporada 2008-09, firma por el União Leiria, también de la Segunda División de Portugal, en el que sería destituido pero acabaría la temporada en el F.C. Vizela de la misma liga. 
En el verano siguiente, se hizo cargo de la selección sub-20 de Portugal, pero en 2010 regresó al Gil Vicente Futebol Clube, ganando el campeonato de la Segunda División de Portugal de 2011 y su posterior ascenso.
Desde 2010 a 2013, dirigiría al Gil Vicente Futebol Clube en la Primeira Liga, con el que lograría un segundo puesto en la clasificación. 
En la temporada 2013-24, firma por el Sporting Clube Olhanense, al que solo dirige durante seis partidos de liga.
En diciembre de 2014, firma como entrenador del Sport Clube Beira-Mar de la Segunda División de Portugal.
En la temporada 2015-16, firma por el FC Nassaji Mazandaran de Irán, pero el 3 de diciembre de 2015, Alves firma como entrenador en el Futebol Clube Penafiel de la Segunda División de Portugal.
En la temporada 2017-18, firma por el Clube de Futebol União, siendo destituido el 2 de octubre de 2017 y regresó al Gil Vicente Futebol Clube a mitad de campaña, pero el 23 de febrero de 2018 se marchó de mutuo acuerdo sin haber ganado ninguno de sus siete partidos.
En la temporada 2018-19, firma por el Ohod Club de Arabia Saudita.
En junio de 2019, Alves regresó a la Segunda División de Portugal y firmó en el Varzim Sport Club, en el que sería despedido el 18 de octubre de 2020, tras tres derrotas consecutivas en una racha de cinco partidos sin ganar.
El 8 de junio de 2022, Alves fue contratado por el Moreirense Futebol Clube de la Segunda División de Portugal, con el que lograría el título de la competición.
El 22 de diciembre de 2023, Alves fue nombrado entrenador del CD Lugo de Primera Federación. El 19 de febrero de 2024, es destituido como entrenador del CD Lugo.

## Clubs

### Como entrenador
| Club                                   | País           | Año       |
| -------------------------------------- | -------------- | --------- |
| Gil Vicente Futebol Clube              | Portugal       | 2006-2008 |
| União Desportiva de Leiria             | Portugal       | 2008      |
| Futebol Clube de Vizela                | Portugal       | 2008-2009 |
| Selección de fútbol sub-20 de Portugal | Portugal       | 2009-2010 |
| Gil Vicente Futebol Clube              | Portugal       | 2010-2013 |
| Sporting Clube Olhanense               | Portugal       | 2013-2014 |
| Sport Clube Beira-Mar                  | Portugal       | 2014-2015 |
| FC Nassaji Mazandaran                  | Irán           | 2015      |
| Futebol Clube Penafiel                 | Portugal       | 2015-2017 |
| Clube de Futebol União                 | Portugal       | 2017      |
| Gil Vicente Futebol Clube              | Portugal       | 2017-2018 |
| Ohod Club                              | Arabia Saudita | 2018-2019 |
| Varzim Sport Club                      | Portugal       | 2019-2020 |
| Moreirense Futebol Clube               | Portugal       | 2022-2023 |
| CD Lugo                                | España         | 2023-2024 |